# Rhogeessa io
Rhogeessa io — вид родини лиликових.

## Середовище проживання
Поширення: Болівія, Бразилія, Колумбія, Коста-Рика, Еквадор, Французька Гвіана, Гаяна, Нікарагуа, Панама, Суринам, Тринідад і Тобаго, Венесуела. Цей кажан мешкає в різних середовищах проживання, в тому числі вічнозелених і листопадних лісах, чагарниках, відкритих місцевостях і селах. 

## Поведінка
З'являються на заході сонця, часто літаючи низько до землі понад широкими стежками або дорогами. Є два піки активності: протягом години після заходу сонця і протягом години після світанку. Він живиться дрібними літаючими комахами. 

## Морфологія

### Морфометрія
Довжина голови й тіла: 35-49, довжина хвоста: 26-34, довжина задньої ступні: 6-8, довжина вуха: 12-14, довжина передпліччя: 25-33 мм, вага: 3-5 гр.

### Опис
Кажан є одним із найменших у світі. Вуха трикутні. Очі маленькі. Хутро м'яке, коротке і щільне. Спина від жовтувато-коричневого до червонувато-коричневого кольору, колір волосся, блідий при основі з коричневими кінчиками. Черевна область має блідо-жовтий колір. 
| Зубна формула   |
| --------------- |
| I 3 C 1 P 1 M 3 |
| I 3 C 1 P 2 M 3 |

## Загрози та охорона
Загроз немає. Зустрічається в охоронних районах.